# Hypocerides
Hypocerides is een geslacht van insecten uit de familie van de Bochelvliegen (Phoridae), die tot de orde tweevleugeligen (Diptera) behoort.

## Soort
- H. nearcticus Borgmeier, 1966